# Enstrom F-28
L'Enstrom F-28 è un elicottero leggero con motore a pistoni prodotto dalla Enstrom Helicopter Corporation.

## Sviluppo
Dalla consegna del primo esemplare, poco dopo aver ricevuto la certificazione dalla FAA nell'aprile del 1965, l'F-28 è stato costruito dalla Enstrom in circa 1 200 esemplari fino al 2007.
L'azienda produce tre modelli, l'F-28, il più aerodinamico F-280, e l'Enstrom 480, quest'ultimo dotato di motore a turbina; ognuno di questo modelli è a sua volta disponibile in varie versioni. L'F-28 e il 280 utilizzano entrambi i motori a pistoni Lycoming, praticamente identici a quelli impiegati dagli aerei ad ala fissa nell'aviazione generale.

## Varianti

### F-28

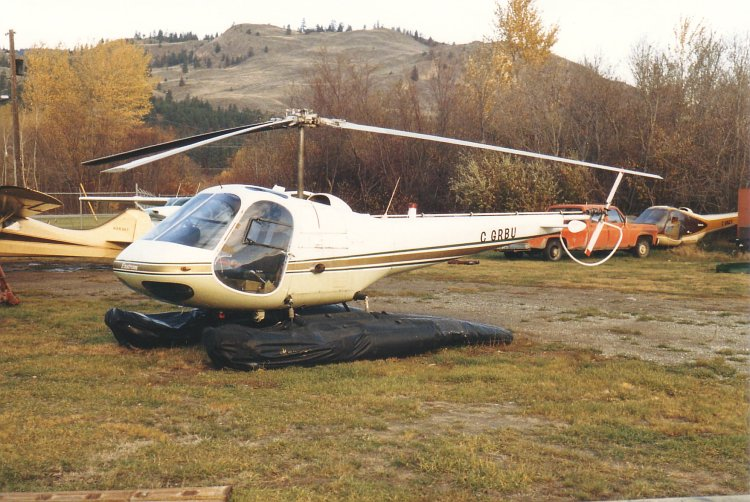
Enstrom F-28C dotato di galleggianti gonfiabili, nel 1986.

- F-28 – Prototipo, certificato nell'aprile del 1965.[2][4]
- F-28A – Versione di serie iniziale, certificata nel maggio del 1965.[2][4]
- T-28 – Versione con motore a turbina.[2]
- F-28B - Versione dotata di turbocompressore.[2]
- F-28C - Versione con motore aggiornato dotato di turbocompressore e parabrezza in due pezzi. Certificata nel 1975.[2][4]
- F-28F Falcon - Versione simile all'F-28C ma dotata di un motore più potente, con turbocompressore migliorato e l'aggiunta di una valvola a farfalla. Certificata nel dicembre del 1980.[2][4]
- F-27F-P - Versione da pattugliamento per la polizia sviluppata per il Dipartimento di Polizia di Pasadena, in California. Equipaggiata con fari da ricerca, FLIR e un altoparlante.
- Spitfire Mark I - Versione a turbina sviluppata dalla Spitfire Helicopters Inc.
- Spitfire Mark II Tigershark - Versione a turbina sviluppata dalla Spitfire Helicopters Inc.

### 280

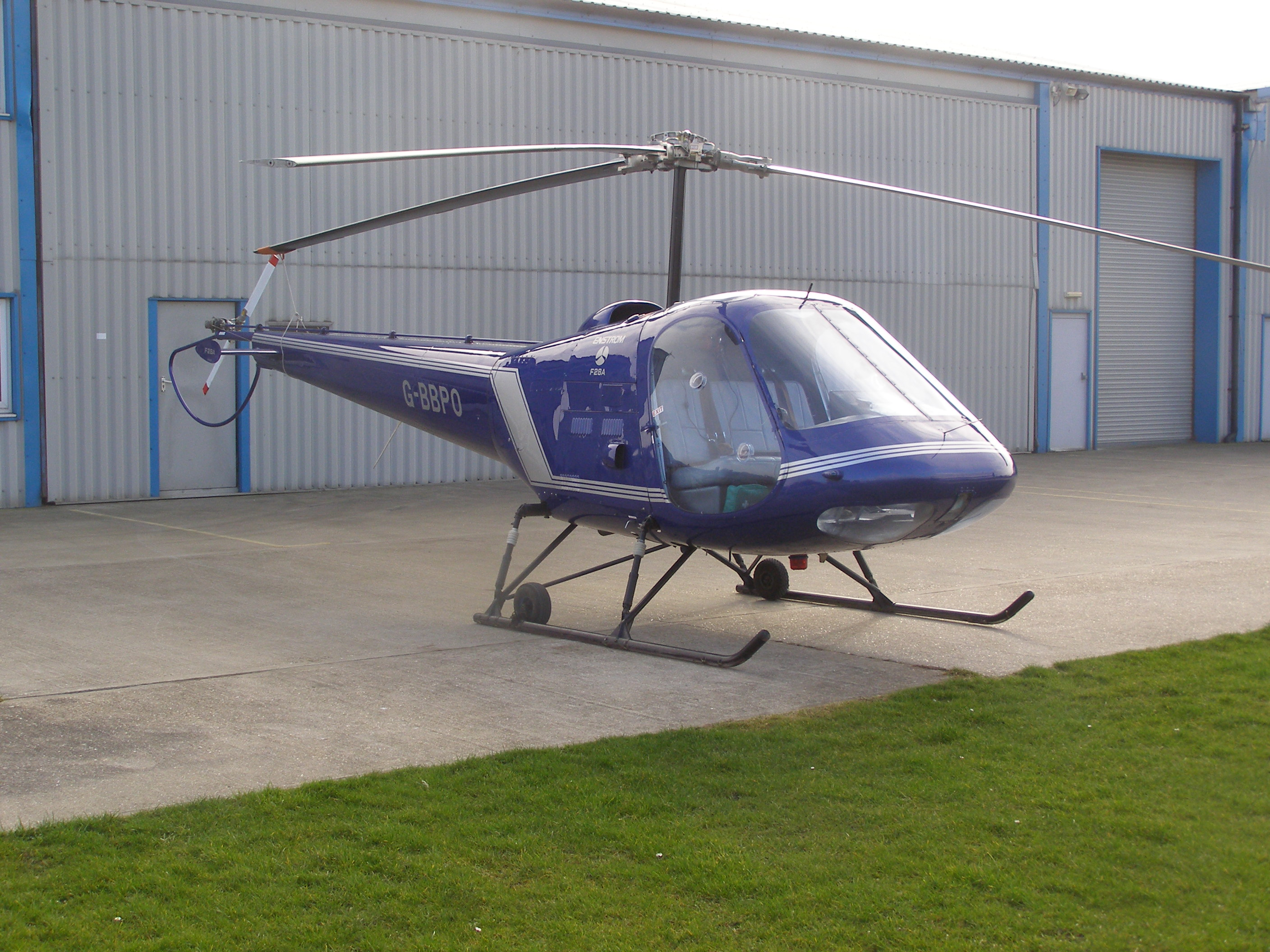
1973 model F-28A

- 280 Shark - Versione certificata nel settembre del 1975.[2]
- 280C Shark - Versione dell'F28C-2 con aerodinamica più elegante, equipaggiata con un motore aggiornato, dotato di un turbocompressore e certificata nel settembre del 1975.[2]
- 280L Hawk - Versione dotata di cabina allungata e con 4 posti, che ha volato per la prima volta nel dicembre del 1968. Lo sviluppo di questa versione fu sospeso a causa di mancanza di fondi.
- 280F - Versione simile alla 280C, ma dotata di un motore più potente, dotato di un turbocompressore migliorato con l'aggiunta di una valvola a farfalla. Certificata nel dicembre del 1980.[4]
- 280FX - Versione basata sul 280F con carenature per il carrello di atterraggio, prese d'aria ridisegnate sulla parte superiore della cabina e uno stabilizzatore orizzontale riprogettato e dotato di alette terminali verticali. Certificata nel gennaio del 1985.[4]

## Utilizzatori

### Civili
Canada
- Universal Helicopters

### Governativi
Stati Uniti
- Dipartimento di polizia di Pasadena

### Militari
Cile
- Ejército de Chile

 Colombia
- Fuerza Aérea Colombiana

12 F-28F consegnati a partire dal 1994.
 Perù
- Ejército del Perú

2 F-280FX e 3 F-28 in servizio al dicembre 2018. Uno dei due F-280FX è precipitato a gennaio 2019.
- Fuerza Aérea del Perú

Fabbisogno di quantificato in 8 F-280FX, con i primi due ordinati a giugno 2019, i successivi due a metà del 2020, ed una terza coppia acquistata a ottobre 2023. I primi sei esemplari sono stati consegnati tra il 5 febbraio 2021 e il dicembre 2024.
- Fuerza de Aviación Naval

6 F-28F consegnati tra il 2008 e il 2010.
 Venezuela
- Aviación Militar Venezolana

2 F-280FX consegnati dal 2011 ed in servizio al settembre 2018.